# Johnny Young (Moderator)
Johnny Young (* 12. März 1947 in Rotterdam als Johnny Benjamin de Jong) ist ein australischer Sänger und Moderator mit niederländischen Wurzeln. Außerdem war er als Komponist, Musik- und Fernsehproduzent tätig.

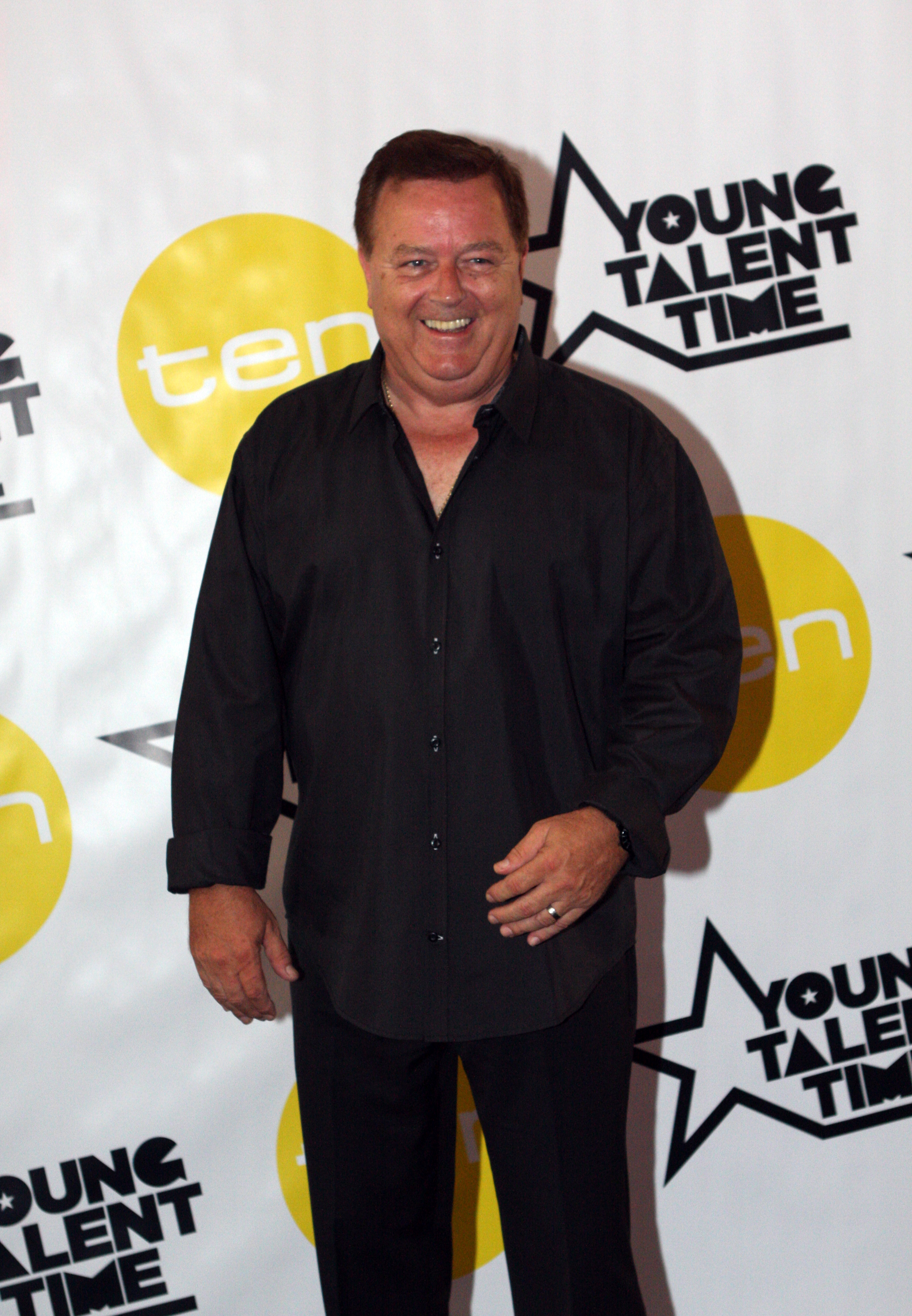
Johnny Young

## Leben
Anfang der 1950er-Jahre siedelte Youngs Familie von den Niederlanden nach Perth in Australien über. In den 1960er’n wurde Young als Sänger bekannt und hatte in Australien einen Nummer-eins-Hit (Step Back, 1966). Er schrieb mehrere Nummer-eins-Hits, darunter The Real Thing und The Girl That I Love von Russell Morris, The Star von Ross D. Wylie und I Thank You von Lionel Rose.
Von 1971 bis 1988 moderierte er im australischen Fernsehen die populäre Show Young Talent Time, die eine ganze Reihe Popstars hervorbrachte. 2010 wurde Johnny Young in die Australian Recording Industry Association aufgenommen.

## Diskografie
- Young Johnny (1966)
- Johnny Young's Golden LP (1966)
- It's a Wonderful World (1967)
- Surprises (1968)
- The Young Man and His Music (1971)
- A Musical Portrait (1973)
- The Best of Johnny Young (1974)